# Еклектік (Алабама)
Еклектік (англ. Eclectic) — місто (англ. town) в США, в окрузі Елмор штату Алабама. Населення — 1193 особи (2020).

## Географія
Еклектік розташований за координатами 32°38′25″ пн. ш. 86°2′28″ зх. д. / 32.64028° пн. ш. 86.04111° зх. д. (32.640153, -86.041093). За даними Бюро перепису населення США в 2010 році місто мало площу 11,11 км², з яких 10,89 км² — суходіл та 0,22 км² — водойми.

## Демографія
Згідно з переписом 2010 року, у місті мешкала 1001 особа в 399 домогосподарствах у складі 266 родин. Густота населення становила 90 осіб/км². Було 438 помешкань (39/км²).
Расовий склад населення:
| - 86,4 % — білих - 11,0 % — чорних або афроамериканців - 0,4 % — корінних американців - 0,1 % — вихідців з тихоокеанських островів |

До двох чи більше рас належало 2,1 %. Частка іспаномовних становила 1,3 % від усіх жителів.
За віковим діапазоном населення розподілялося таким чином: 25,5 % — особи молодші 18 років, 56,9 % — особи у віці 18—64 років, 17,6 % — особи у віці 65 років та старші. Медіана віку мешканця становила 39,9 року. На 100 осіб жіночої статі у місті припадало 82,3 чоловіків; на 100 жінок у віці від 18 років та старших — 71,9 чоловіків також старших 18 років.
Середній дохід на одне домашнє господарство становив 51 860 доларів США (медіана — 41 304), а середній дохід на одну сім'ю — 65 831 долар (медіана — 56 429). Медіана доходів становила 47 500 доларів для чоловіків та 30 250 доларів для жінок. За межею бідності перебувало 13,4 % осіб, у тому числі 16,7 % дітей у віці до 18 років та 8,6 % осіб у віці 65 років та старших.
Цивільне працевлаштоване населення становило 334 особи. Основні галузі зайнятості: роздрібна торгівля — 19,8 %, освіта, охорона здоров'я та соціальна допомога — 19,5 %, будівництво — 12,6 %, мистецтво, розваги та відпочинок — 10,2 %.

## Галерея

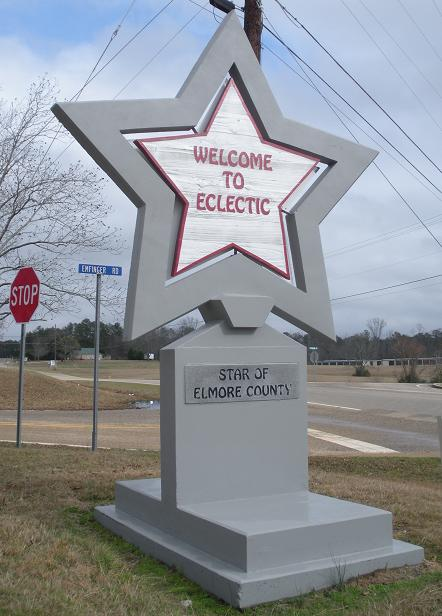
В'їзний знак
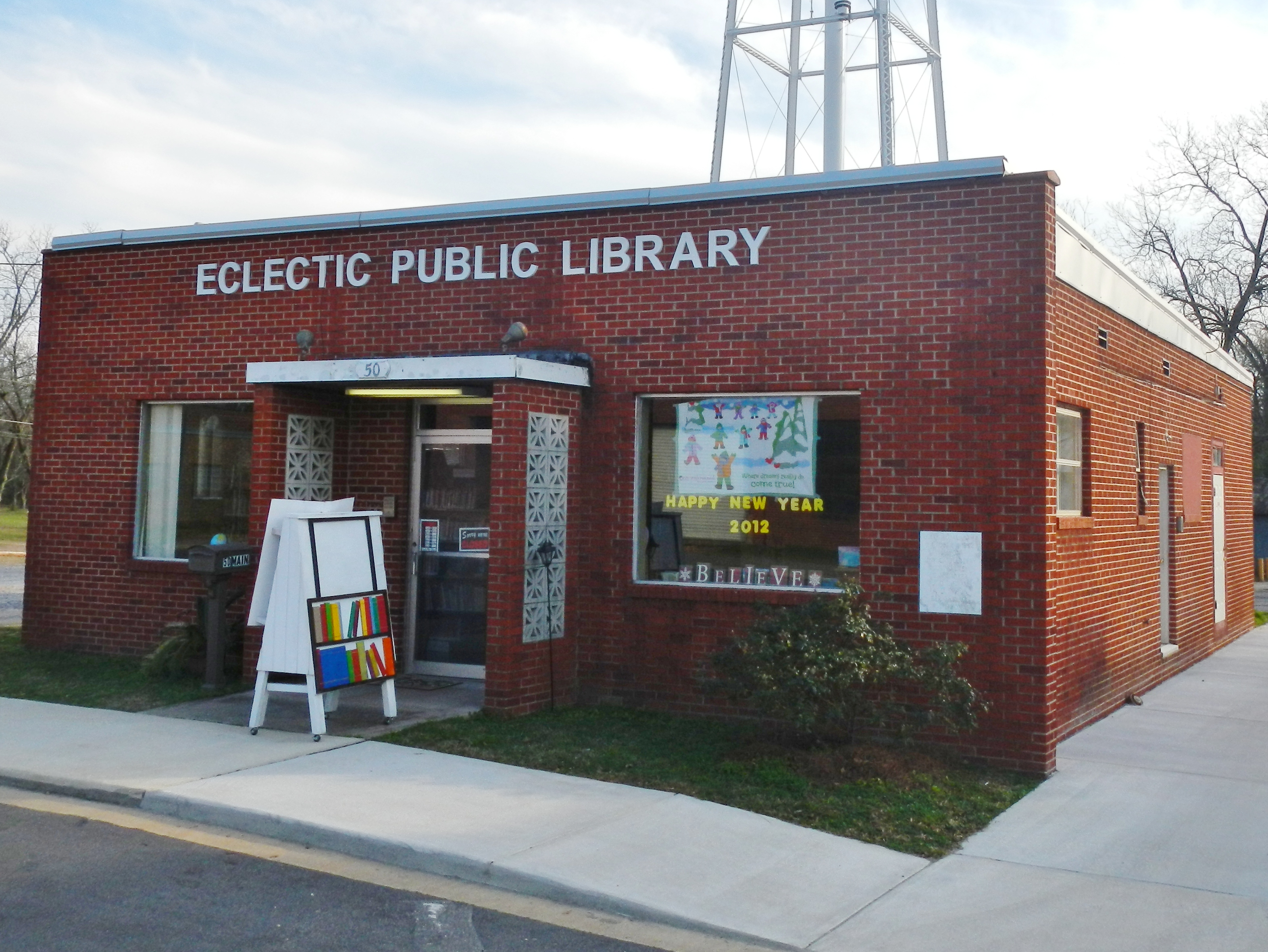
Публічна бібліотека
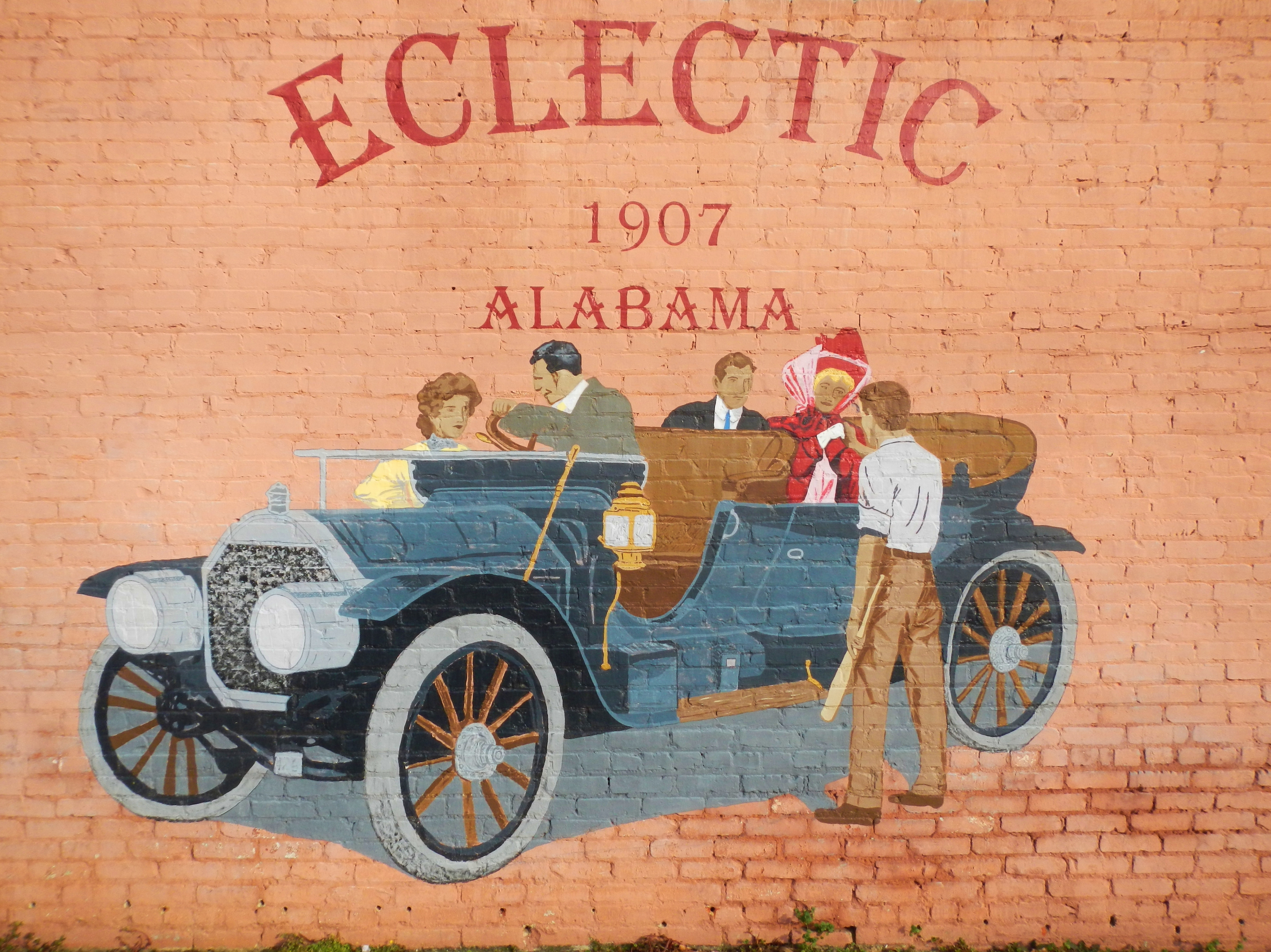
Мурал